# Gyertyák (album)
A Gyertyák a V’Moto-Rock együttes harmadik nagylemeze, amelyet a Pepita adott ki 1982-ben. Teljes játékideje: 41:18.

## Az album dalai

### A oldal (19:59)
1. A gömb 3:13 (Demjén)
2. Boszorkányéj 4:35 (Menyhárt–Demjén)
3. A cél 4:31 (Demjén)
4. Pedál 3:52 (Lerch–Demjén)
5. Gyertyák 3:48 (Lerch–Demjén)

### B oldal (21:19)
1. Új év 3:26 (Lerch–Demjén)
2. Jégszív 4:47 (Lerch–Demjén)
3. Világvevő 3:18 (Demjén)
4. Ne hagyd meghalni a rock and rollt! 3:14 (Menyhárt–Demjén)
5. Angyallány 4:06 (Lerch–Demjén)
6. Barbara 2:28 (Menyhárt)